# Andorra op de Olympische Zomerspelen 2016
Andorra nam deel aan de Olympische Zomerspelen 2016 in Rio de Janeiro, Brazilië. De selectie bestond uit vijf atleten, actief in vier sporten. Judoka Laura Sallés droeg de Andorrese vlag tijdens de openingsceremonie. De zwemster Mónica Ramírez was de enige atlete in de ploeg van Andorra die reeds had deelgenomen aan de Spelen; zij ging echter niet van start op haar onderdeel, de 100 meter vrije slag in het zwemmen.

## Deelnemers en resultaten
(m) = mannen, (v) = vrouwen 

### Atletiek
| Olympiër    | Discipline | Resultaat | Prestatie              |
| ----------- | ---------- | --------- | ---------------------- |
| Pol Moya VS | 800 m (m)  | 40e       | serie 6: 6e in 1:48.88 |

### Judo
| Olympiër        | Discipline | Resultaat | Prestatie                          |
| --------------- | ---------- | --------- | ---------------------------------- |
| Laura Sallés VO | –63 kg (v) | 17e       | 1e ronde: V van AUS Haecker: ippon |

### Schietsport
| Olympiër         | Discipline           | Resultaat | Prestatie                   |
| ---------------- | -------------------- | --------- | --------------------------- |
| Esther Barrugués | 10 m luchtgeweer (v) | 51e       | kwalificaties: 396,9 punten |

### Zwemmen
| Olympiër       | Discipline           | Resultaat | Prestatie              |
| -------------- | -------------------- | --------- | ---------------------- |
| Pol Arias      | 400 m vrije slag (m) | 49e       | serie 1: 2e in 4:21.16 |
|                |                      |           |                        |
| Mónica Ramírez | 100 m vrije slag (v) | DNS       | DNS                    |